# Stjørdal
Stjørdal – norweskie miasto i gmina leżąca w okręgu Trøndelag.
Stjørdal jest 118. norweską gminą pod względem powierzchni.
Ze Stjørdal pochodzi Silje Waade, norweska piłkarka ręczna, reprezentantka kraju.

## Demografia
Według danych z roku 2020 gminę zamieszkuje 24 283 osób. Gęstość zaludnienia wynosi 26,58 os./km². Pod względem zaludnienia Stjørdal zajmuje 48. miejsce wśród norweskich gmin.
| ludność stan na 4. kwartał 2020 |         |           |        |
|                                 | kobiety | mężczyźni | razem  |
| osób                            | 12 037  | 12 246    | 24 283 |
| %                               | 49,56%  | 50,44%    | 100%   |

| wykształcenie stan na 4. kwartał 2020 Dla osób powyżej 16 lat |        |         |        |        |
|                                                               | podst. | średnie | wyższe | niezn. |
| osób                                                          | 4932   | 8348    | 5461   | 86     |
| %                                                             | 26,19% | 44,34%  | 29,00% | 0,45%  |

## Historia
W Stjørdal mieści się twierdza zbudowana w 1905, po wystąpieniu z unii norwesko-szwedzkiej. Między majem a kwietniem 1940 roku, 284 żołnierzy oraz jedna kobieta „Lotta fra Hegra”, pod dowództwem majora Hansa Reidara Holtermannsa broniło twierdzy przeciwko wojskom niemieckim przez 23 dni. Jednostka Holtermannsa podała się jako ostatnia w południowej norwegii.
W 1962 roku Stjørdal, Lånke, Hegra oraz Skatval połączyły się w jedną gminę o nazwie Stjørdal.

## Edukacja
Według danych z 19 sierpnia 2019:
- liczba szkół podstawowych (norw. grunnskolar): 15
- liczba uczniów szkół podst.: 3144.

## Władze gminy
Według danych na rok 2020 administratorem gminy (norw. rådmann) była Tor Jakob Reitan, natomiast burmistrzem (norw. ordfører, d. borgermester) jest Ivar Vigdenes.
Od 2019 tytuł administratora gminy uległ zmianie z rådmann na kommunedirektør.